# ES Bingerville
Entente Sportive de Bingerville w skrócie ES Bingerville – iworyjski klub piłkarski grający w drugiej, a niegdyś w pierwszej lidze iworyjskiej, mający siedzibę w mieście Bingerville.

## Występy w afrykańskich pucharach
| Sezon | Rozgrywki           | Runda   | Kraj    | Klub                   | Dom | Wyjazd | Dwumecz      |
| ----- | ------------------- | ------- | ------- | ---------------------- | --- | ------ | ------------ |
| 2008  | Puchar Konfederacji | wstępna | Gambia  | Gambia Ports Authority | 3–0 | 1–0    | 4–0          |
| 2008  | Puchar Konfederacji | 1       | Senegal | ASC Linguère           | 3–0 | 0–3    | 3–3 (k. 2–4) |

## Stadion
Domowe mecze klub rozgrywa na stadionie o nazwie Stade Municipal w Bingervilleie. Stadion może pomieścić 4000 widzów.

## Reprezentanci kraju grający w klubie
Stan na maj 2023.
| - Inza Diabaté - Chester Diallo - Hermann Djobo - Adama Kangouté - Akassou Koutouan | - Marius Okpekon - Badra Ali Sangaré - Aristide Zogbo - Adama Koné |